# Алипов, Денис Евгеньевич
Дени́с Евге́ньевич Али́пов (род. 7 августа 1970) — российский дипломат, чрезвычайный и полномочный посол Российской Федерации в Республике Индия.

## Биография
Родился в 1970 году. В 1993 году окончил с отличием Институт стран Азии и Африки МГУ им. М.В. Ломоносова и начал работать на дипломатической службе. Находился на разных должностях в центральном аппарате МИД России и за рубежом. В 2010—2016 годах являлся советником-посланником Посольства России в Индии. С 2016 года работал заместителем директора Второго департамента Азии МИД России. В мае 2016 года получил дипломатический ранг чрезвычайного и полномочного посланника 1 класса. 12 января 2022 года Указом Президента Российской Федерации назначен чрезвычайным и полномочным послом России в Индии. Верительные грамоты вручил 16 марта 2022 года.

## Классный чинидипломатический ранг
- Государственный советник Российской Федерации 2 класса (25 января 1999)[5].
- Чрезвычайный и полномочный посланник 2 класса (5 декабря 2013)[6].
- Чрезвычайный и полномочный посланник 1 класса (5 мая 2016)[7].
- Чрезвычайный и полномочный посол (10 июня 2022)[8].